# James Madison Wells
James Madison Wells (Alexandria, 7 de janeiro de 1808 – 28 de fevereiro de 1899) foi um político estadunidense, que serviu como o 20° governador de Louisiana entre 1865 e 1867 durante a Reconstrução dos Estados Unidos. Também é conhecido como J. Madison Wells.

## Biografia
Nasceu perto de Alexandria, Louisiana, em 8 de janeiro de 1808, filho de Samuel Levi Wells II, membro da Convenção Constitucional em 1811. O seu irmão, Thomas Jefferson Wells, estava envolvido na política do estado da Luisiana. Seu pai, Samuel Levi Wells II, morreu enquanto James ainda era criança tinha 8 anos, deixando oito filhos. 
Em 1833, Wells casou-se com Mary Ann Scott, e juntos tiveram 14 filhos. Ele estudou na Escola de Direito da Universidade de Cincinnati. Wells herdou uma propriedade importante em que ele controlava uma grande plantação de algodão perto de Alexandria, um engenho de açúcar em Bayou Huffpauer em Avoyelles Parish e uma grande casa de verão em Jessamine Hill perto de Lecompte, Louisiana. 

## Atividades Políticas
Inicia a sua carreira púbica ao ser nomeado xerife de Rapides Parish em 1840, pelo governador André B. Roman. Wells era a favor da União na Guerra Civil Americana, mas era contra direitos civis para afrodescendentes. Eventualmente, como o Partido Whig em colapso na década de1850, Wells entrou para o Partido Democrata. O seu irmão, Thomas Jefferson Wells foi o candidato para governador em 1859 contra o vencedor Overton Thomas Moore.
Em 1864, as tropas da União tomaram o controle total ou parcial de 17 paróquias no sul da Louisiana. Wells formou a Unconditional Union Club de West Louisiana. Ele foi indicado tanto por radicais, como Benjamin Flanders, quanto por moderados, como Michael Hahn, que era tenente-governador. 
Em 1865, Wells se tornou governador após a saída de Michael Hahn, de quem era vice-governador, após uma eleição especial realizada em novembro daquele ano.  Durante seu mandato, inicialmente Wells foi moderado e a favor dos planos do presidente Andrew Johnson, chegando a propor a criação de impostos para a população negra para custear ensino e a privatização das escolas. Sua postura mudou após um ano, apoiando planos mais radicais na Reconstrução, que incluía mais direitos civis para afrodescendentes, como a 14ª Emenda. Devido à instabilidade causada pelas suas políticas e pedidos de impeachment, Wells foi removido do cargo pelo comandante do exército de Louisiana, algo possível pela legislação da época.  
Após a saída do cargo, Wells trabalhou na alfândega do porto de New Orleans, entre 1876 e 1879.